# جون هوكس (ممثل)
جون هوكس (بالإنجليزية: John Hawkes)‏ مواليد 11 سبتمبر 1959م، هو ممثل أمريكي بدأ مسيرته الفنية عام 1985م.

## روابط خارجية
- جون هوكس على موقع IMDb (الإنجليزية)
- جون هوكس على موقع ميتاكريتيك (الإنجليزية)
- جون هوكس على موقع روتن توميتوز (الإنجليزية)
- جون هوكس على موقع قاعدة بيانات الأفلام العربية
- جون هوكس على موقع ألو سيني (الفرنسية)
- جون هوكس على موقع أول موفي (الإنجليزية)
- جون هوكس على موقع قاعدة بيانات برودواي على الإنترنت (الإنجليزية)
- جون هوكس على موقع قاعدة بيانات الأفلام السويدية (السويدية)
- جون هوكس على موقع إن إن دي بي (الإنجليزية)
- جون هوكس على موقع ديسكوغز (الإنجليزية)